# Macht’s gut!
Macht’s gut! ist das zehnte Livealbum des Sängers und Liedermachers Hannes Wader aus dem Jahr 2018.

## Inhalt
Bei der Auswahl der Lieder aus über 50 Jahren hat Hannes Wader die bereits 2015 auf der CD Hannes Wader Live veröffentlichten Lieder ausgelassen. Er beginnt wie seit über 40 Jahren das Konzert mit Heute hier, morgen dort, die letzte Strophe singt er auf Englisch. Auch beim Lied Damals, das auf einem englischen Original beruht, singt er die letzte Strophe auf Englisch. Bei seinem zweitältesten Lied Begegnung singt er eine Strophe in der französischen Fassung von Reinhard Mey. Schwestern, Brüder wird von englischsprachigen Strophen umrahmt.
Wie bei seinen vorangegangenen Tourneen beendet Wader das Programm mit Dass wir so lang leben dürfen, um nach drei Zugaben gemeinsam mit dem Publikum mit Sag mir, wo die Blumen sind abzuschließen.

## Entstehung
Die CD wurde auf Waders Abschiedstournee 2017 bei seinem letzten Konzert im Tempodrom Berlin am 30. November mitgeschnitten. Waders Tontechniker Ben Ahrens war für Mischung und Mastering im Blue Noise Studio (Hamburg) zuständig und produzierte das Album gemeinsam mit Wader. Für die Tournee waren Robert Weißenberger und Peter Ledeburg zuständig. Die Fotos des Booklets stammen von Karl Anton Koenigs, das Design von Christa Rösel.

## Titelliste
1. Heute hier, morgen dort – 4:45
2. Damals – 4:34
3. Begegnung – 5:16
4. Schön ist das Alter – 4:15
5. Schwestern, Brüder – 4:52
6. Das Bürgerlied – 3:05
7. Schon morgen – 5:31
8. Ankes Bioladen – 4:01
9. Große Freiheit – 4:32
10. Rosen im Dezember – 3:01
11. Ich fahr dahin – 2:29
12. Es ist an der Zeit – 6:44
13. Dass wir so lang leben dürfen – 3:53
14. Schon so lang – 3:56
15. Kokain – 5:19
16. Bella ciao – 3:53
17. Sag mir, wo die Blumen sind – 4:25

## Besonderheiten
- Waders Ansagen für die Titel sind jeweils auf dem vorangehenden Track, damit man sie bei Bedarf überspringen beziehungsweise direkt anwählen kann.
- Der Titel Macht’s gut vom Album Nach Hamburg (1989) ist nicht Bestandteil des Albums.